# سلامبر (فلم)
نوم (بالإنجليزية: Slumber) فيلم رعب أمريكي بريطاني، تم اصداره عام 2017.
 من إخراج جوناثان هوبكينز و تأليف ريتشارد هوبلي ، جوناثان هوبكينز. بطولة ماجي كيو ، ويل كيمب

## ملخص قصة
أليس أرنولدز (ماجي كيو) طبيبة متخصصة في حالات اضطراب النوم والجاثوم، تحاول أن تحمي عائلة من شيطان يتغذى على الناس أثناء كوابيسهم.

## طاقم العمل
| الممثلين      | الدور         |
| ------------- | ------------- |
| ماجي كيو      | أليس أرنولدز  |
| ويل كيمب      | توم أرنولدز   |
| سيلفستر ماكوي | أمادو         |
| لوكاس بوند    | دانيال مورجان |
| وليام هوب     | مالكولم       |
| أونر كنيفسي   | إميلي مورجان  |
| كريستين بوش   | سارة مورجان   |

## روابط خارجية
- مقالات تستعمل روابط فنية بلا صلة مع ويكي بيانات